# جاروي العليا (شليل)
جاروي العلیا (بالفارسية: جاروی علیا) هي قرية تقع في إيران في قسم شلیل الريفي.